# Luboš Kohoutek
Pour les articles homonymes, voir Kohoutek.
Luboš Kohoutek, né le 29 janvier 1935 à Zábřeh (Moravie, Tchécoslovaquie) et mort le 30 décembre 2023 à Bergedorf (Hambourg, Allemagne), est un astronome tchèque. 
Kohoutek s'intéresse à l'astronomie dès le lycée. Il étudie la physique et l'astronomie dans les Universités de Brno et de Prague (études terminées en 1958). Puis il commence à travailler à l'Institut d'astronomie de l'Académie tchèque des sciences, où il publie avec Luboš Perek le catalogue Perek-Kohoutek, un catalogue astronomique des nébuleuses planétaires galactiques souvent cité (1967). Kohoutek obtient un poste permanent à l'Observatoire de Hambourg-Bergedorf.
Après l'occupation soviétique de la Tchécoslovaquie (1968), il décide de rester en Allemagne (1970). Ses découvertes des années 1970 le rendent bien connu dans les médias. Plus tard, Kohoutek travaille dans des observatoires en Espagne et au Chili, étudiant les nébuleuses planétaires. Il prend sa retraite en 2001. Kohoutek publie 162 articles scientifiques.

## Découvertes astronomiques
Kohoutek est surtout connu pour ses découvertes de nombreuses comètes, dont les comètes périodiques 75D/Kohoutek et 76P/West-Kohoutek-Ikemura, ainsi que la célèbre et déconcertante « grande comète de 1973 » (C/1973 E1), à longue période.
D'après le Centre des planètes mineures, il a découvert 76 astéroïdes numérotés entre 1967 et 1981, dont l'astéroïde Apollon (1865) Cerbère.
L'astéroïde (1850) Kohoutek a été nommé en son honneur.
| (1834) Palach          | 22 août 1969      |
| (1840) Hus             | 26 octobre 1971   |
| (1841) Masaryk         | 26 octobre 1971   |
| (1842) Hynek           | 14 janvier 1972   |
| (1843) Jarmila         | 14 janvier 1972   |
| (1861) Komenský        | 24 novembre 1970  |
| (1865) Cerbère         | 26 octobre 1971   |
| (1875) Neruda          | 22 août 1969      |
| (1894) Haffner         | 26 octobre 1971   |
| (1895) Larink          | 26 octobre 1971   |
| (1896) Beer            | 26 octobre 1971   |
| (1897) Hind            | 26 octobre 1971   |
| (1898) Cowell          | 26 octobre 1971   |
| (1899) Crommelin       | 26 octobre 1971   |
| (1901) Moravia         | 14 janvier 1972   |
| (1931) Čapek           | 22 août 1969      |
| (1932) Jansky          | 26 octobre 1971   |
| (1933) Tinchen         | 14 janvier 1972   |
| (1942) Jablunka        | 30 septembre 1972 |
| (1963) Bezovec         | 9 février 1975    |
| (1995) Hajek           | 26 octobre 1971   |
| (1999) Hirayama        | 27 février 1973   |
| (2047) Smetana         | 26 octobre 1971   |
| (2055) Dvořák          | 19 février 1974   |
| (2073) Janáček         | 19 février 1974   |
| (2281) Biela           | 26 octobre 1971   |
| (2375) Radek           | 8 janvier 1975    |
| (2407) Haug            | 27 février 1973   |
| (2418) Voskovec-Werich | 26 octobre 1971   |
| (2472) Bradman         | 27 février 1973   |
| (2541) Edebono         | 27 février 1973   |
| (2667) Oikawa          | 30 octobre 1967   |
| (2767) Takenouchi      | 30 octobre 1967   |
| (2838) Takase          | 26 octobre 1971   |
| (2900) Luboš Perek     | 14 janvier 1972   |
| (2901) Bagehot         | 27 février 1973   |
| (3081) Martinůboh      | 26 octobre 1971   |
| (3109) Machin          | 19 février 1974   |
| (3303) Merta           | 30 octobre 1967   |
| (3336) Grygar          | 26 octobre 1971   |
| (3337) Miloš           | 26 octobre 1971   |
| (3407) Jimmysimms      | 28 février 1973   |
| (3475) Fichte          | 4 octobre 1972    |
| (3514) Hooke           | 26 octobre 1971   |
| (3627) Sayers          | 28 février 1973   |
| (3635) Kreutz          | 21 novembre 1981  |
| (3769) Arthurmiller*   | 30 octobre 1967   |
| (3825) Nürnberg        | 30 octobre 1967   |
| (4137) Crabtree        | 24 novembre 1970  |
| (4425) Bilk            | 30 octobre 1967   |
| (5268) Černohorský     | 26 octobre 1971   |
| (6215) Mehdia          | 7 mars 1973       |
| (6431) 1967 UT         | 30 octobre 1967   |
| (6680) 1970 WD         | 24 novembre 1970  |
| (7044) 1971 UK         | 26 octobre 1971   |
| (7806) Umasslowell     | 26 octobre 1971   |
| (8606) 1971 UG         | 26 octobre 1971   |
| (8607) 1971 UT         | 26 octobre 1971   |
| (8779) 1971 UH1        | 26 octobre 1971   |
| (9513) 1971 UN         | 26 octobre 1971   |
| (10003) Caryhuang      | 26 octobre 1971   |
| (10260) 1972 TC        | 4 octobre 1972    |
| (10987) 1967 US        | 30 octobre 1967   |
| (11250) 1972 AU        | 14 janvier 1972   |
| (11436) 1969 QR        | 22 août 1969      |
| (11783) 1971 UN1       | 26 octobre 1971   |
| (11784) 1971 UT1       | 26 octobre 1971   |
| (14311) 1971 UK1       | 26 octobre 1971   |
| (16351) 1971 US        | 26 octobre 1971   |
| (20960) 1971 UR        | 26 octobre 1971   |
| (24600) 1971 UQ        | 26 octobre 1971   |
| (24601) Valjean        | 26 octobre 1971   |
| (29076) 1972 TR8       | 4 octobre 1972    |
| (37527) 1971 UJ1       | 26 octobre 1971   |
| (58094) 1972 AP        | 14 janvier 1972   |
| (85118) 1971 UU        | 26 octobre 1971   |

* avec A. Kriete